# Rio Capivari (Santa Catarina)
O rio Capivari é um curso de água do estado de Santa Catarina, no Brasil. 
O rio Capivari nasce na serra do Mar, nos limítes dos municípios de Anitápolis e São Bonifácio. Nasce dentro dos limites do Parque Estadual da Serra do Tabuleiro, mas corre em sentido oeste nos primeiros quilômetros, mudando logo em seguida seu curso para o sul. É o principal rio que atravessa os municípios de São Bonifácio, Armazém, São Martinho e Gravatal. Antes de chegar a São Bonifácio percorre aproximadamente 20 km, alguns deles ao lado da rodovia SC-431, ao longo da qual estão localizadas algumas pousadas para turismo rural. Nesta região o rio possui margens preservadas a algumas cachoeiras e saltos. 
Entre as cidades de São Bonifácio e São Martinho o rio entra em um vale profundo, com as margens muito preservadas, tendo um desnível de 350 m entre as duas cidades. Nesse trecho existem muitos morros íngremes na margem, que podem chegar a 750 m acima do nível do mar, sendo que o rio está a 350 m acima do nível do mar. Esse trecho apresenta muitas corredeiras e saltos, podendo ser aproveitado para esportes radicais. Após São Martinho, com mais de 70 km de curso, o rio chega a uma planície. Desse ponto até a foz ele apresenta um desnível de apenas 45 m em Armazém. Nessa região ele se torna mais largo, mas possui as margens menos preservadas, sendo constantemente margeado por propriedades. O rio passa perto da área urbana de Gravatal, e após atravessar a região, possui mais de 100 km. Após Gravatal o rio foi muito assoreado e a degradação é extremamente alta. O volume de água diminui muito, devido à retirada da água para plantações de arroz, perdendo assim as características de rio de planície, sendo transformado em canal, passando a correr em linha reta até a BR-101, no município de Capivari de Baixo, onde atinge 123 km. Após a ponte da BR-101, o rio contorna a Usina Termoéletrica Jorce Lacerda, onde recebe os dejetos de carvão, e passa a ter as margens preservadas, atravessando uma região de mangue/pântano e logo em seguida deságua no rio Tubarão, no município de Tubarão.